# Iran op het wereldkampioenschap voetbal 2018
Iran is een van de deelnemende landen aan het Wereldkampioenschap voetbal 2018 in Rusland. Het is de vijfde deelname voor het land. Iran werd uitgeschakeld in de groepsfase.

## Kwalificatie

### Tweede ronde

#### Groep D
| Land         | Wed | Win | Gel | Ver | DV | DT | +/− | Pnt |
| ------------ | --- | --- | --- | --- | -- | -- | --- | --- |
| Iran         | 8   | 6   | 2   | 0   | 26 | 3  | +23 | 20  |
| Oman         | 8   | 4   | 2   | 2   | 11 | 7  | +4  | 14  |
| Turkmenistan | 8   | 4   | 1   | 3   | 10 | 11 | –1  | 13  |
| Guam         | 8   | 2   | 1   | 5   | 3  | 16 | –13 | 7   |
| India        | 8   | 1   | 0   | 7   | 5  | 18 | −13 | 3   |

#### Wedstrijden
|                          |                |       |           |                                                                                       |
| 16 juni 2015 18:00 UTC+5 | Turkmenistan   | 1 − 1 | Iran      | Daşoguz Stadium, Daşoguz Toeschouwers: 10.000 Scheidsrechter: Jameel Juma Abdulhusain |
| 16 juni 2015 18:00 UTC+5 | Mingazow 45+1' |       | 4' Azmoun | Daşoguz Stadium, Daşoguz Toeschouwers: 10.000 Scheidsrechter: Jameel Juma Abdulhusain |

|                                 |                                                               |       |      |                                                                            |
| 3 september 2015 19:00 UTC+4:30 | Iran                                                          | 6 − 0 | Guam | Azadistadion, Teheran Toeschouwers: 11.232 Scheidsrechter: Khamis Al-Marri |
| 3 september 2015 19:00 UTC+4:30 | Dejagah 10' (pen.) Taremi 31', 65' Azmoun 34', 41' Torabi 90' |       |      | Azadistadion, Teheran Toeschouwers: 11.232 Scheidsrechter: Khamis Al-Marri |

|                                 |       |                                      |      |                                                                                          |
| 8 september 2015 19:00 UTC+5:30 | India | 0 − 3                                | Iran | Sree Kanteerava Stadium, Bangalore Toeschouwers: 14.500 Scheidsrechter: Ammar Al-Jeneibi |
| 8 september 2015 19:00 UTC+5:30 |       | 28' Azmoun 46' Teymourian 49' Taremi |      | Sree Kanteerava Stadium, Bangalore Toeschouwers: 14.500 Scheidsrechter: Ammar Al-Jeneibi |

|                            |                 |       |              |                                                                                              |
| 8 oktober 2015 18:30 UTC+4 | Oman            | 1 − 1 | Iran         | Sultan Qaboos Sports Complex, Masqat Toeschouwers: 12.400 Scheidsrechter: Valentin Kovalenko |
| 8 oktober 2015 18:30 UTC+4 | Al-Mukhaini 53' |       | 70' Hosseini | Sultan Qaboos Sports Complex, Masqat Toeschouwers: 12.400 Scheidsrechter: Valentin Kovalenko |

|                                 |                                                  |       |              |                                                                         |
| 12 november 2015 17:00 UTC+3:30 | Iran                                             | 3 − 1 | Turkmenistan | Azadistadion, Teheran Toeschouwers: 35.800 Scheidsrechter: Kim Dong-jin |
| 12 november 2015 17:00 UTC+3:30 | Pouraliganji 6' Ezatolahi 64' Dejagah 83' (pen.) |       | 62' Saparow  | Azadistadion, Teheran Toeschouwers: 35.800 Scheidsrechter: Kim Dong-jin |

|                               |      |                                                                               |      |                                                                                            |
| 17 november 2015 15:30 UTC+10 | Guam | 0 − 6                                                                         | Iran | Guam F.A. National Training Center, Dededo Toeschouwers: 2.087 Scheidsrechter: Ho Wai Sing |
| 17 november 2015 15:30 UTC+10 |      | 12', 63' Taremi 32' Kamyabinia 49' Rezaeian 52' (pen.) Shojaei 53' Ansarifard |      | Guam F.A. National Training Center, Dededo Toeschouwers: 2.087 Scheidsrechter: Ho Wai Sing |

|                              |                                                           |       |       |                                                                        |
| 24 maart 2016 19:00 UTC+4:30 | Iran                                                      | 4 − 0 | India | Azadistadion, Teheran Toeschouwers: 29.160 Scheidsrechter: Võ Minh Trí |
| 24 maart 2016 19:00 UTC+4:30 | Hajsafi 33' (pen.), 65' (pen.) Azmoun 61' Jahanbakhsh 78' |       |       | Azadistadion, Teheran Toeschouwers: 29.160 Scheidsrechter: Võ Minh Trí |

|                              |                 |       |      |                                                                        |
| 29 maart 2016 19:00 UTC+4:30 | Iran            | 2 − 0 | Oman | Azadistadion, Teheran Toeschouwers: 33.850 Scheidsrechter: Minoru Tōjō |
| 29 maart 2016 19:00 UTC+4:30 | Azmoun 16', 23' |       |      | Azadistadion, Teheran Toeschouwers: 33.850 Scheidsrechter: Minoru Tōjō |

### Derde ronde

#### Groep A
| Geplaatst voor de WK-eindronde (nrs. 1 en 2) |
| Play-offs tegen nummer 3 groep A             |
| Uitgeschakeld voor de WK-eindronde           |

| Stand \| Nr. \| Land \| GW \| W \| G \| V \| DV \| DT \| DS \| Ptn \| \| --- \| ----------- \| -- \| - \| - \| - \| -- \| -- \| -- \| --- \| \| 1 \| Iran \| 10 \| 7 \| 3 \| 0 \| 10 \| 2 \| +8 \| 24 \| \| 2 \| Zuid-Korea \| 10 \| 4 \| 3 \| 3 \| 11 \| 10 \| +1 \| 15 \| \| 3 \| Syrië \| 10 \| 3 \| 4 \| 3 \| 9 \| 8 \| +1 \| 13 \| \| 4 \| Oezbekistan \| 10 \| 4 \| 1 \| 5 \| 6 \| 7 \| –1 \| 13 \| \| 5 \| China \| 10 \| 3 \| 3 \| 4 \| 8 \| 10 \| −2 \| 12 \| \| 6 \| Qatar \| 10 \| 2 \| 1 \| 7 \| 8 \| 15 \| −7 \| 7 \| |             |    |   |   |   |    |    |    |     |
| Nr. | Land        | GW | W | G | V | DV | DT | DS | Ptn |
| 1 | Iran        | 10 | 7 | 3 | 0 | 10 | 2  | +8 | 24  |
| 2 | Zuid-Korea  | 10 | 4 | 3 | 3 | 11 | 10 | +1 | 15  |
| 3 | Syrië       | 10 | 3 | 4 | 3 | 9  | 8  | +1 | 13  |
| 4 | Oezbekistan | 10 | 4 | 1 | 5 | 6  | 7  | –1 | 13  |
| 5 | China       | 10 | 3 | 3 | 4 | 8  | 10 | −2 | 12  |
| 6 | Qatar       | 10 | 2 | 1 | 7 | 8  | 15 | −7 | 7   |

#### Wedstrijden
|                                 |                                         |       |       |                                                                                   |
| 1 september 2016 21:00 UTC+4:30 | Iran                                    | 2 − 0 | Qatar | Azadistadion, Teheran Toeschouwers: 78.029 Scheidsrechter: Hettikamkanamge Perera |
| 1 september 2016 21:00 UTC+4:30 | Ghoochannejhad 90+4' Jahanbakhsh 90+11' |       |       | Azadistadion, Teheran Toeschouwers: 78.029 Scheidsrechter: Hettikamkanamge Perera |

|                              |       |       |      |                                                                                           |
| 6 september 2016 19:35 UTC+8 | China | 0 − 0 | Iran | Shenyang Olympisch Stadion, Shenyang Toeschouwers: 35.776 Scheidsrechter: Adham Makhadmeh |
| 6 september 2016 19:35 UTC+8 |       |       |      | Shenyang Olympisch Stadion, Shenyang Toeschouwers: 35.776 Scheidsrechter: Adham Makhadmeh |

|                            |             |              |      |                                                                               |
| 6 oktober 2016 18:00 UTC+5 | Oezbekistan | 0 − 1        | Iran | Bunyodkor Stadium, Tasjkent Toeschouwers: 34.000 Scheidsrechter: Ben Williams |
| 6 oktober 2016 18:00 UTC+5 |             | 27' Hosseini |      | Bunyodkor Stadium, Tasjkent Toeschouwers: 34.000 Scheidsrechter: Ben Williams |

|                                |            |       |            |                                                                       |
| 11 oktober 2016 18:15 UTC+3:30 | Iran       | 1 − 0 | Zuid-Korea | Azadistadion, Teheran Toeschouwers: 75.800 Scheidsrechter: Ryuji Sato |
| 11 oktober 2016 18:15 UTC+3:30 | Azmoun 25' |       |            | Azadistadion, Teheran Toeschouwers: 75.800 Scheidsrechter: Ryuji Sato |

|                              |       |       |      |                                                                                                |
| 15 november 2016 20:45 UTC+8 | Syrië | 0 − 0 | Iran | Tuanku Abdul Rahman Stadium, Seremban (Maleisië) Toeschouwers: 4.560 Scheidsrechter: Ali Sabah |
| 15 november 2016 20:45 UTC+8 |       |       |      | Tuanku Abdul Rahman Stadium, Seremban (Maleisië) Toeschouwers: 4.560 Scheidsrechter: Ali Sabah |

|                           |       |            |      |                                                                                  |
| 23 maart 2017 19:00 UTC+3 | Qatar | 0 − 1      | Iran | Jassim Bin Hamad Stadium, Doha Toeschouwers: 10.237 Scheidsrechter: Liu Kwok Man |
| 23 maart 2017 19:00 UTC+3 |       | 52' Taremi |      | Jassim Bin Hamad Stadium, Doha Toeschouwers: 10.237 Scheidsrechter: Liu Kwok Man |

|                              |            |       |       |                                                                          |
| 28 maart 2017 16:30 UTC+4:30 | Iran       | 1 − 0 | China | Azadistadion, Teheran Toeschouwers: 78.115 Scheidsrechter: Muhammad Taqi |
| 28 maart 2017 16:30 UTC+4:30 | Taremi 46' |       |       | Azadistadion, Teheran Toeschouwers: 78.115 Scheidsrechter: Muhammad Taqi |

|                             |                       |       |             |                                                                         |
| 12 juni 2017 21:15 UTC+4:30 | Iran                  | 2 − 0 | Oezbekistan | Azadistadion, Teheran Toeschouwers: 59.730 Scheidsrechter: Ahmed Al-Kaf |
| 12 juni 2017 21:15 UTC+4:30 | Azmoun 23' Taremi 88' |       |             | Azadistadion, Teheran Toeschouwers: 59.730 Scheidsrechter: Ahmed Al-Kaf |

|                              |            |       |      |                                                                                |
| 31 augustus 2017 21:00 UTC+9 | Zuid-Korea | 0 − 0 | Iran | Seoul World Cupstadion, Seoel Toeschouwers: 63.124 Scheidsrechter: Peter Green |
| 31 augustus 2017 21:00 UTC+9 |            |       |      | Seoul World Cupstadion, Seoel Toeschouwers: 63.124 Scheidsrechter: Peter Green |

|                                 |                 |       |                          |                                                                       |
| 5 september 2017 19:30 UTC+4:30 | Iran            | 2 − 2 | Syrië                    | Azadistadion, Teheran Toeschouwers: 62.165 Scheidsrechter: Ryuji Sato |
| 5 september 2017 19:30 UTC+4:30 | Azmoun 45', 64' |       | 13' Mohamad 90' Al Somah | Azadistadion, Teheran Toeschouwers: 62.165 Scheidsrechter: Ryuji Sato |

## WK-voorbereiding

### Wedstrijden
|                                                  |           |       |            |                                                                       |
| 10 oktober 2017 «onderlinge duels» 18:00 (UTC+3) | Rusland   | 1 – 1 | Iran       | Kazan Arena, Kazan Toeschouwers: 33.270 Scheidsrechter: Milorad Mažić |
| 10 oktober 2017 «onderlinge duels» 18:00 (UTC+3) | Poloz 74' |       | 57' Azmoun | Kazan Arena, Kazan Toeschouwers: 33.270 Scheidsrechter: Milorad Mažić |

|                                                  |                                |       |                      |                                                                                        |
| 9 november 2017 «onderlinge duels» 19:30 (UTC+1) | Iran                           | 2 – 1 | Panama               | UPC Arena, Graz (Oostenrijk) Toeschouwers: 1.000 Scheidsrechter: Manuel Schüttengruber |
| 9 november 2017 «onderlinge duels» 19:30 (UTC+1) | Dejagah 16' (pen.) Ghoddos 19' |       | 38' (pen.) G. Torres | UPC Arena, Graz (Oostenrijk) Toeschouwers: 1.000 Scheidsrechter: Manuel Schüttengruber |

|                                                   |           |                 |      |                                                                                     |
| 13 november 2017 «onderlinge duels» 20:45 (UTC+1) | Venezuela | 0 – 1           | Iran | Goffertstadion, Nijmegen (Nederland) Toeschouwers: 0 Scheidsrechter: Pol van Boekel |
| 13 november 2017 «onderlinge duels» 20:45 (UTC+1) |           | 57' Jahanbakhsh |      | Goffertstadion, Nijmegen (Nederland) Toeschouwers: 0 Scheidsrechter: Pol van Boekel |

|                                                |                      |       |      |                                                                                  |
| 23 maart 2018 «onderlinge duels» 19:15 (UTC+1) | Tunesië              | 1 – 0 | Iran | Olympisch Stadion, Radès Toeschouwers: 5.000 Scheidsrechter: Ibrahim Nour El Din |
| 23 maart 2018 «onderlinge duels» 19:15 (UTC+1) | Mohammadi 71' (e.d.) |       |      | Olympisch Stadion, Radès Toeschouwers: 5.000 Scheidsrechter: Ibrahim Nour El Din |

|                                                |                       |       |            |                                                                                    |
| 27 maart 2018 «onderlinge duels» 18:00 (UTC+2) | Iran                  | 2 – 1 | Algerije   | UPC Arena, Graz (Oostenrijk) Toeschouwers: 1.500 Scheidsrechter: Julian Weinberger |
| 27 maart 2018 «onderlinge duels» 18:00 (UTC+2) | Azmoun 11' Taremi 19' |       | 56' Chafaï | UPC Arena, Graz (Oostenrijk) Toeschouwers: 1.500 Scheidsrechter: Julian Weinberger |

|                                |             |       |             |                                                                            |
| 19 mei 2018 «onderlinge duels» | Iran        | 1 – 0 | Oezbekistan | Azadistadion, Teheran Toeschouwers: 25.000 Scheidsrechter: Saoud Al Athbah |
| 19 mei 2018 «onderlinge duels» | Cheshmi 17' |       |             | Azadistadion, Teheran Toeschouwers: 25.000 Scheidsrechter: Saoud Al Athbah |

|                                |               |       |                      |                                                                             |
| 28 mei 2018 «onderlinge duels» | Turkije       | 2 – 1 | Iran                 | Başakşehir Fatih Terimstadion, Istanboel Scheidsrechter: Valentin Kovalenko |
| 28 mei 2018 «onderlinge duels» | Tosun 6', 50' |       | 90+2' (pen.) Dejagah | Başakşehir Fatih Terimstadion, Istanboel Scheidsrechter: Valentin Kovalenko |

|                                |                |       |          |                                                                 |
| 8 juni 2018 «onderlinge duels» | Iran           | 1 – 0 | Litouwen | Spartakstadion, Moskou (Rusland) Scheidsrechter: Aleksej Jeskov |
| 8 juni 2018 «onderlinge duels» | Ansarifard 88' |       |          | Spartakstadion, Moskou (Rusland) Scheidsrechter: Aleksej Jeskov |

## Het wereldkampioenschap
Op 1 december 2017 werd er geloot voor de groepsfase van het wereldkampioenschap voetbal 2018. Iran werd samen met Portugal, Spanje en Marokko ondergebracht in groep B, en kreeg daardoor Sint-Petersburg, Kazan en Saransk als speelsteden.

### Wedstrijden

#### Groepsfase
| Nr. | Land     | GW | W | G | V | DV | DT | DS | Ptn |
| --- | -------- | -- | - | - | - | -- | -- | -- | --- |
| 1   | Spanje   | 3  | 1 | 2 | 0 | 6  | 5  | +1 | 5   |
| 2   | Portugal | 3  | 1 | 2 | 0 | 5  | 4  | +1 | 5   |
| 3   | Iran     | 3  | 1 | 1 | 1 | 2  | 2  | 0  | 4   |
| 4   | Marokko  | 3  | 0 | 1 | 2 | 2  | 4  | −2 | 1   |

|                                               |         |                         |      |                                                                                        |
| 15 juni 2018 «onderlinge duels» 18:00 (UTC+3) | Marokko | 0 – 1                   | Iran | Nieuwe Zenitstadion, Sint-Petersburg Toeschouwers: 62.548 Scheidsrechter: Cüneyt Çakır |
| 15 juni 2018 «onderlinge duels» 18:00 (UTC+3) |         | 90+4' (e.d.) Bouhaddouz |      | Nieuwe Zenitstadion, Sint-Petersburg Toeschouwers: 62.548 Scheidsrechter: Cüneyt Çakır |

|                                               |      |           |        |                                                                      |
| 20 juni 2018 «onderlinge duels» 21:00 (UTC+3) | Iran | 0 – 1     | Spanje | Kazan Arena, Kazan Toeschouwers: 42.718 Scheidsrechter: Andrés Cunha |
| 20 juni 2018 «onderlinge duels» 21:00 (UTC+3) |      | 54' Costa |        | Kazan Arena, Kazan Toeschouwers: 42.718 Scheidsrechter: Andrés Cunha |

|                                               |                         |       |              |                                                                              |
| 25 juni 2018 «onderlinge duels» 21:00 (UTC+3) | Iran                    | 1 – 1 | Portugal     | Mordovia Arena, Saransk Toeschouwers: 41.685 Scheidsrechter: Enrique Cáceres |
| 25 juni 2018 «onderlinge duels» 21:00 (UTC+3) | Ansarifard 90+3' (pen.) |       | 45' Quaresma | Mordovia Arena, Saransk Toeschouwers: 41.685 Scheidsrechter: Enrique Cáceres |

FFIRI · 
A-internationals · 
Selecties · Bondscoaches · 
Statistieken · 
Iraans vrouwenelftal · 
Iran U21 · 
Iran U20 · 
Iran U19 · 
Iran U18 · 
Iran U17
1940 – 1969 · 
1970 – 1979 · 
1980 – 1989 · 
1990 – 1999 · 
2000 – 2009 · 
2010 – 2019 ·
2020 − 2029
Asian Cup 1960 · 
Asian Cup 1968 · 
Asian Cup 1972 · 
Asian Cup 1976 · 
Asian Cup 1980 · 
Asian Cup 1984 · 
Asian Cup 1988 · 
Asian Cup 1992 · 
Asian Cup 1996 · 
Asian Cup 2000 · 
Asian Cup 2004 · 
Asian Cup 2007 · 
Asian Cup 2011
WK 1978 · 
WK 1998 · 
WK 2006 · 
WK 2014 · 
WK 2018
OS 1964 · 
OS 1972 · 
OS 1976
1941 · 
1942–1946 · 
1947 · 
1948 · 
1949 · 
1950 · 
1951 · 
1952 · 
1953–1957 · 
1958 · 
1959 · 
1960–1961 · 
1962 · 
1963 · 
1964 · 
1965 · 
1966 · 
1967 · 
1968 · 
1969 · 
1970 · 
1971 · 
1972 · 
1973 · 
1974 · 
1975 · 
1976 · 
1977 · 
1978 · 
1979 · 
1980 · 
1981 · 
1982 · 
1983 · 
1984 · 
1985 · 
1986 · 
1987 · 
1988 · 
1989 · 
1990 · 
1991 · 
1992 · 
1993 · 
1994 · 
1995 · 
1996 · 
1997 · 
1998 · 
1999 · 
2000 · 
2001 · 
2002 · 
2003 · 
2004 · 
2005 · 
2006 · 
2007 · 
2008 · 
2009 · 
2010 · 
2011 · 
2012 ·
2013 ·
2014 ·
2015 ·
2016 ·
2017 ·
2018 ·
2019 ·
2020 ·
2021 ·
2022 ·
2023 ·
2024
Afghanistan ·
Albanië ·
Algerije ·
Angola ·
Argentinië ·
Armenië ·
Australië ·
Azerbeidzjan ·
Bahrein ·
Bangladesh ·
Bolivia ·
Bosnië en Herzegovina ·
Botswana ·
Brazilië ·
Bulgarije ·
Burkina Faso ·
Cambodja ·
Canada ·
Chili ·
China ·
Costa Rica ·
Cyprus ·
Denemarken ·
Duitsland ·
Ecuador ·
Egypte ·
Engeland ·
Filipijnen ·
Frankrijk ·
Georgië ·
Ghana ·
Guam ·
Guatemala ·
Guinee ·
Hongarije ·
Hongkong ·
Ierland ·
IJsland ·
India ·
Indonesië ·
Irak ·
Israël ·
Jamaica ·
Japan ·
Jemen ·
Joegoslavië ·
Jordanië ·
Kameroen ·
Kazachstan ·
Kenia ·
Kirgizië ·
Koeweit ·
Kroatië ·
Laos ·
Libanon ·
Libië ·
Litouwen ·
Madagaskar ·
Malediven ·
Maleisië ·
Mali ·
Marokko ·
Mexico ·
Montenegro ·
Mozambique ·
Myanmar ·
Nederland ·
Nepal ·
Nicaragua ·
Nieuw-Zeeland ·
Nigeria ·
Noord-Korea ·
Noord-Macedonië ·
Oeganda ·
Oekraïne ·
Oezbekistan ·
Oman ·
Oostenrijk ·
Pakistan ·
Palestina ·
Panama ·
Papoea-Nieuw-Guinea ·
Paraguay ·
Peru ·
Polen ·
Portugal ·
Qatar ·
Roemenië ·
Rusland ·
Saoedi-Arabië ·
Schotland ·
Senegal ·
Sierra Leone ·
Singapore ·
Slowakije ·
Sovjet-Unie ·
Spanje ·
Sri Lanka ·
Syrië ·
Tadzjikistan ·
Taiwan ·
Thailand ·
Togo ·
Trinidad en Tobago ·
Tsjecho-Slowakije ·
Tunesië ·
Turkije ·
Turkmenistan ·
Uruguay ·
Venezuela ·
Verenigde Arabische Emiraten ·
Verenigde Staten ·
Vietnam ·
Wales ·
Wit-Rusland ·
Zambia ·
Zuid-Jemen ·
Zuid-Korea ·
Zweden
Angola (2006) ·
Argentinië (2014) ·
Bosnië en Herzegovina (2014) ·
Marokko (2018) ·
Mexico (2006) ·
Nigeria (2014) ·
Portugal (2006) ·
Portugal (2018) ·
Spanje (2018)